# Léopold Aimon
Pamphile Léopold François Aimon (4. října 1779 L'Isle-sur-la-Sorgue, Francie – 2. února 1866 Paříž) byl francouzský hudební skladatel.

## Život a kariéra
Již ve věku 17 let se stal divadelním kapelníkem v Marseille. Roku 1817 přesídlil do Paříže a stal se vedoucím orchestru v Gymnase Dramatique a roku 1821 v Théâtre-Français.
Skládal opery, komorní hudbu včetně více než 30 smyčcových kvartetů, duet a trií. Několik symfonií, dva koncerty pro fagot a koncert pro violoncello. Vytvořil také několik náboženských vokálních děl včetně mše a dvou kantát.